# Jeunesse Club d'Abidjan
El Jeunesse Club d'Abidjan es un equipo de fútbol de Costa de Marfil que milita en la Primera División de Costa de Marfil, la liga de fútbol más importante del país.

## Historia
Fue fundado en el año 1932 en la capital Abiyán, siendo uno de los equipos más viejos de Costa de Marfil y nunca ha sido campeón de la Primera División, pero si ha sido campeón de copa en 1 ocasión y 2 veces ha sido finalista.
A nivel internacional ha participado en 4 torneos continentales, en donde su mejor participación ha sido en la Copa Confederación de la CAF 2009, donde alcanzó la Segunda ronda.

## Palmarés
- Copa de Costa de Marfil: 1

1963
- - Finalista: 2

2008, 2010
- Copa Houphouët-Boigny (1):

2011

## Participación en competiciones de la CAF
| Temporada | Torneo                       | Ronda      | Club               | Casa  | Visita | Global |
| --------- | ---------------------------- | ---------- | ------------------ | ----- | ------ | ------ |
| 2003      | Copa CAF                     | 1          | CS La Mancha       | 1-1   | 1-0    | 2-1    |
| 2003      | Copa CAF                     | 2          | Club Africain      | 2-0   | 0-6    | 2-6    |
| 2006      | Copa Confederación de la CAF | Preliminar | Bakau United FC    | w.o.1 | w.o.1  | w.o.1  |
| 2006      | Copa Confederación de la CAF | 1          | Heartland FC       | 0-0   | 0-2    | 0-2    |
| 2009      | Copa Confederación de la CAF | 1          | Satellite FC       | 3-1   | 2-1    | 5-2    |
| 2009      | Copa Confederación de la CAF | 2          | CS Sfaxien         | 0-1   | 0-2    | 0-3    |
| 2011      | Liga de Campeones de la CAF  | Preliminar | ASFAN Niamey       | 3-0   | 0-0    | 3-0    |
| 2011      | Liga de Campeones de la CAF  | 1          | Al Ittihad Tripoli | w.o.2 | w.o.2  | w.o.2  |

1- Bakau United FC abandonó el torneo.

2- JC Abidjan abandonó el torneo.

## Jugadores

### Jugadores destacados
- Ibrahima Talle
- Rémi Adiko
- Lassina Diomandé
- Kassim Koné
- Wassawaly Eric Michel